# Bleichen (Schiff)
Die Bleichen ist ein Museumsschiff im Hamburger Hafen, das im Hansa-Hafen am Bremer Kai vor Schuppen 50 seinen Liegeplatz hat. Das 1958 gebaute Schiff ist ein typischer Stückgutfrachter seiner Zeit und liegt vor dem vom Deutschen Hafenmuseum genutzten denkmalgeschützten Stückgutlagerschuppen.

## Geschichte

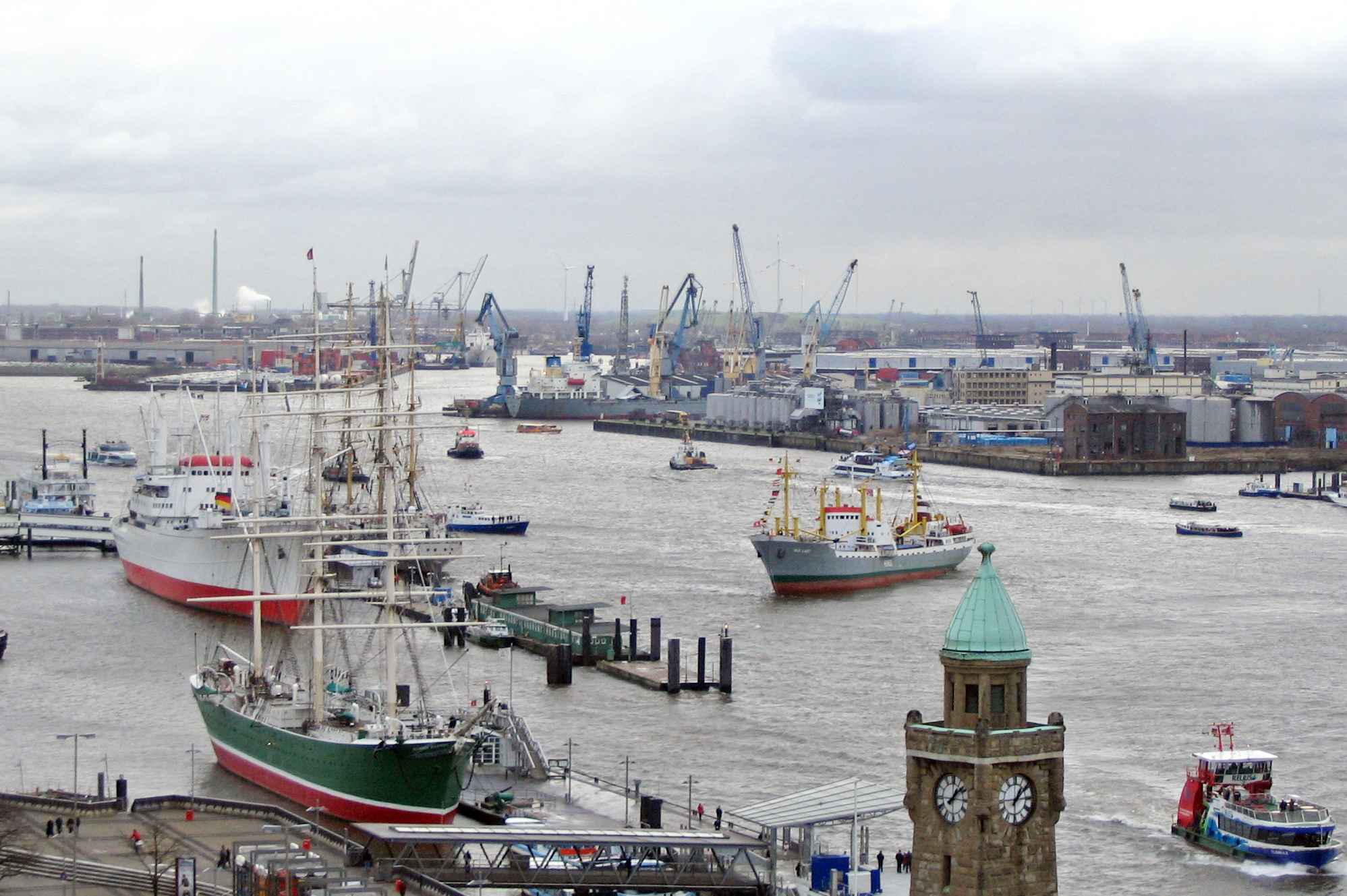
Die Old Lady vor den Hamburger Landungsbrücken

Das Schiff wurde auf der Nobiskrug-Werft in Rendsburg für die Hamburger Reederei H. M. Gehrckens (H.M.G.) gebaut und unter dem Namen Bleichen in Dienst gestellt. Wie sein Schwesterschiff Borgesch war der Frachter nach einer alt-hamburgischen Straße benannt. Die Bleichen war ein typischer Stückgutfrachter, wie er vor dem Aufkommen der Containerschiffe im Einsatz war. Die Reederei Gehrckens setzte ihre Schiffe im Skandinavienhandel ein. Die Bleichen wurde deshalb mit einer hohen Eisklasse gebaut, um die Ostsee möglichst ganzjährig befahren zu können. Das Schiff transportierte bis 1970 Papier von Finnland nach Deutschland. 1970 erhielt es vom neuen italienischen Eigner den Namen Canale Grande. Die Canale Grande wurde 1979 von einem türkischen Reeder ersteigert und in Arcipel umgetauft. Das Schiff wurde von 1994 bis Dezember 2006 unter dem Namen Old Lady für den Transport von Massengut im Schwarzen Meer eingesetzt.

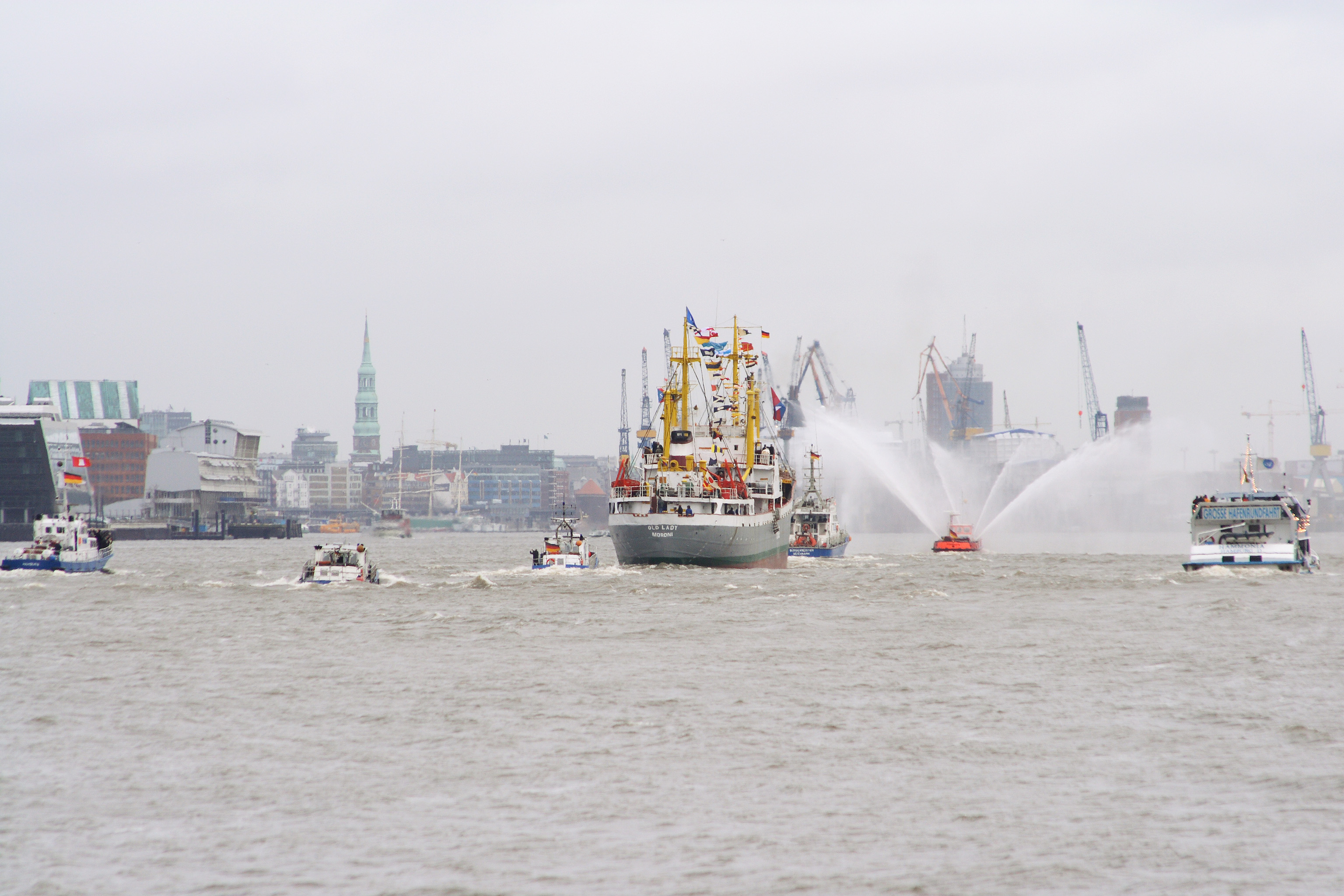
Einlaufen am 30. Januar 2007 in Hamburg mit Geleit

Durch die Bauweise als Dreiinselschiff und die aufwendige Bedienung war der Betrieb des Schiffes nicht mehr rentabel. Die Bleichen hatte relativ kleine Luken und Zwischendecks, weshalb für heutige Verhältnissen das Laden und Löschen ineffizient wurde. Mit einer Besatzung von 22 Mann dauerte es drei Tage, bis 2.000 t Schrott geladen werden konnten. Das Schiff sollte stillgelegt und abgewrackt werden.
Die Stiftung Hamburg Maritim, die einen Stückgutfrachter für ihr Museum an den 50er Schuppen, den letzten verbliebenen Hamburger Kaischuppen aus der Zeit des Deutschen Kaiserreichs suchte, wurde 2006 auf das Schiff aufmerksam und beschloss es zu kaufen. Der Kaufpreis von 450.000 Euro wurde durch Spenden aufgebracht. Nach einem Werftaufenthalt in der Türkei wurde es im Januar 2007 nach Hamburg überführt, wo es am 30. Januar 2007 einlief.
Am 27. April 2007 wurde die Old Lady zurück auf ihren ersten Schiffsnamen Bleichen getauft. Es fährt seitdem wieder unter deutscher Flagge mit Heimathafen Hamburg.

## Das Schiff
Die Bleichen verfügt über Mittschiffs- und Heckaufbauten, eine Decksgestaltung, die bereits in den 1950er Jahren aus der Mode kam, aber eine hohe Bequemlichkeit in der Mittelbrücke garantierte, da diese von Vibrationen und Geräuschen der Maschine weniger betroffen war. Das Schiff ist trotz seines Alters in weiten Teilen unverändert und in einem guten Zustand. Der Schiffsdieselmotor von Klöckner-Humboldt-Deutz ist ebenso unverändert erhalten, wie die Ruderanlage, die Rettungsboote und der Propeller. Auch die Inneneinrichtung ist nach Angaben früherer Besatzungsmitglieder noch im ursprünglichen Zustand.

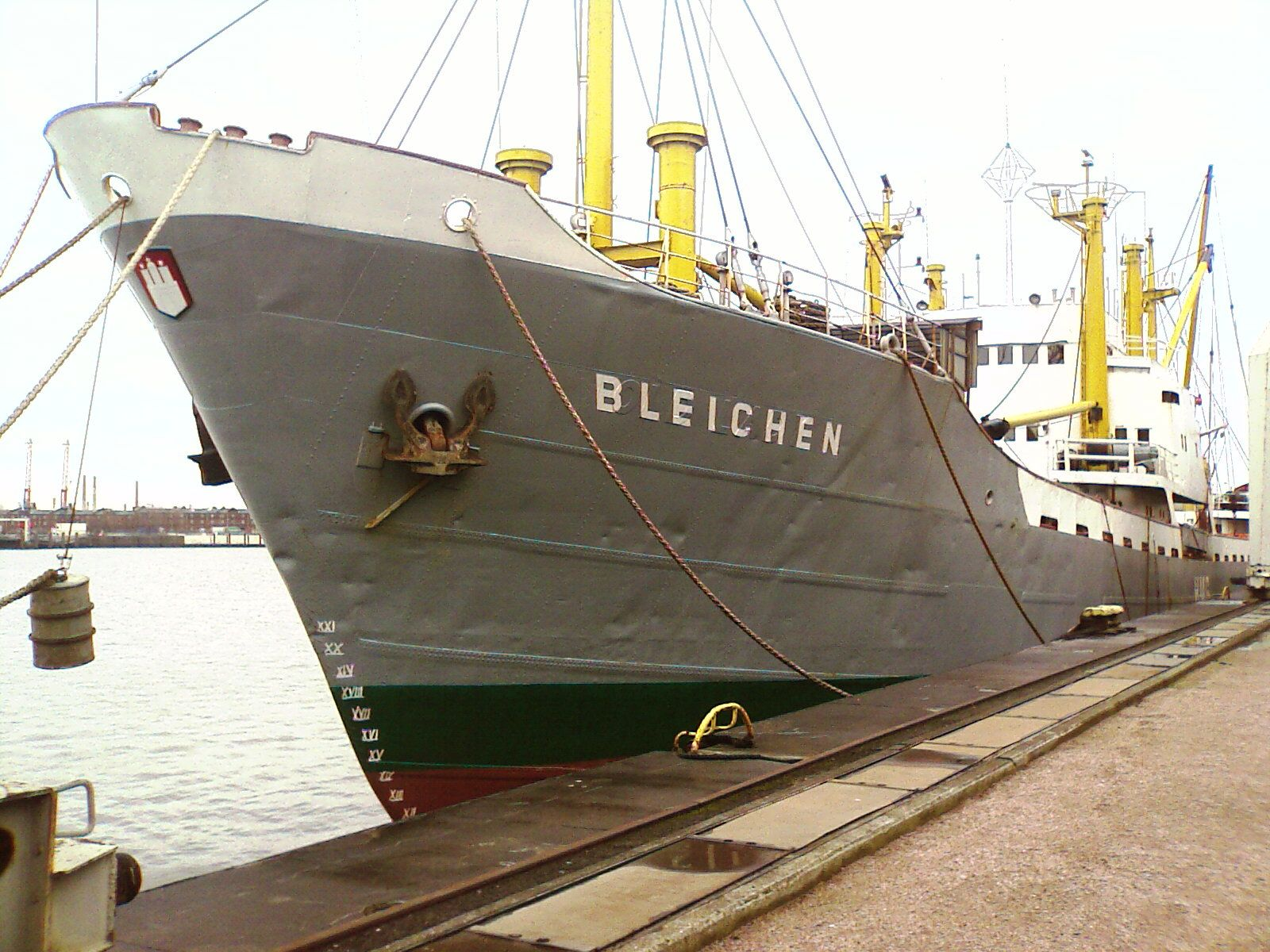
Die Bleichen im Januar 2008 an ihrem Liegeplatz im Hansahafen

## Pläne
Für Restaurierung und Betrieb hat sich am 6. Februar 2007 ein Betriebsverein „Freunde des Stückgutfrachters MS Bleichen“ gegründet. Die Restaurierung soll durch Freiwillige sowie durch das Projekt „Jugend in Arbeit“ vorgenommen werden. Die Restaurierungszeit wurde auf ungefähr drei Jahre geschätzt, dauerte jedoch länger. So wurden an den Mittschiffsaufbauten und der Hauptmaschine Mängel festgestellt, deren Behebung mehr Zeit als erwartet in Anspruch nehmen wird.

### Probe- und Abnahmefahrt
Am 24. Oktober 2017 wurde auf der Elbe die Probe- und Abnahmefahrt der Bleichen erfolgreich durchgeführt. Seit 2018 werden wieder Gästefahrten angeboten.